# Peck's Bad Boy
Peck's Bad Boy (soprannome di Henry "Hennery" Peck) è un personaggio immaginario di ragazzino burlone e dispettoso, creato dallo scrittore statunitense George Wilbur Peck (1840-1916). Apparso per la prima volta nel romanzo del 1883 Peck's Bad Boy e His Pa, il personaggio diventa il protagonista negli anni e decenni successivi in una serie di  racconti dello scrittore e quindi in numerosi adattamenti teatrali e cinematografici. 
A detta dello scrittore, l'ispirazione per Hennery, venne da Edward James Watson, un fattorino del telegrafo che Peck incontrò all'inizio del 1880 e che "come ragazzino mi ha dato la prima idea che è culminata nella serie di Peck's Bad Boy". Nei racconti di Peck il personaggio è ritratto come un burlone malizioso, e la frase "Peck's Bad Boy" è entrata nella lingua inglese per riferirsi a chiunque il cui comportamento malizioso o cattivo porti fastidio o imbarazzo. Descritto come "un vizioso spaccone" e "non più di un insensibile bruto", le buffonate di Hennery erano più meschine di quelle di altri personaggi della prima infanzia come Huckleberry Finn, e la critica moderna vi vede elementi di violenza e razzismo. Gli adattamenti cinematografici offrono in genere un ritratto più edulcorato e simpatetico del personaggio, affidandone l'interpretazione ad attori bambini famosi, come Jackie Coogan (1921), Jackie Cooper (1934) e Tommy Kelly (1938).

## Libri di George Wilbur Peck
- Peck's Bad Boy and His Pa (1883)
- The Grocery Man and Peck's Bad Boy (1883)
- Peck's Bad Boy Abroad (1905)
- The Adventures of Peck's Bad Boy (1906)
- Peck's Bad Boy with the Circus (1906)
- Peck's Bad Boy with the Cowboys (1908)

## Adattamenti cinematografici
- The Bad Boy and the Groceryman - cortometraggio del 1905 prodotto dalla American Mutoscope and Biograph Company
- Peck's Bad Boy – cortometraggio del 1908 prodotto dalla Essanay
- Peck's Bad Boy – film del 1921 diretto da Sam Wood, con Jackie Coogan
- Piccoli uomini (Peck's Bad Boy) – film del 1934 diretto da Edward F. Cline, con Jackie Cooper
- Peck's Bad Boy with the Circus – film del 1938 diretto da Edward F. Cline, con Tommy Kelly